# Fattiga riddare (film)
Fattiga riddare är en svensk komedifilm från 1944 i regi av Thor Modéen och Tage Holmberg. I huvudrollerna ses Thor Modéen, John Botvid, Maj-Britt Rönningberg och Gösta Kjellertz.

## Handling
Marianne flyttar mot sin familjs och sin hjärtevän Lars önskan från landsorten in till Stockholm. På tåget stjäls dock hennes väska, som innehåller allt hon äger och har, och hon blir då hjälpt av den medelålders mannen John Blom att komma tillrätta. De hyr bägge in sig hos Pontus Boman, som också hjälper dem finna anställning. De tre för en knaper tillvaro men hjälper varandra så gott de kan.

## Om filmen
Filmen premiärvisades den 23 oktober 1944 på biograf Centrum i Eskilstuna. Inspelningen av filmen utfördes under mars och april 1944 vid Filmo-ateljén i Stockholm med exteriörer från Nationalmuseum och Centralstationen i Stockholm av Evert Löfstedt. Fattiga riddare hade Stockholmspremiär annandag jul 1944 på biograf Roxy vid Sankt Eriksgatan.
Fattiga riddare har visats i SVT, bland annat i september 2021 och i november 2023.

## Rollista i urval
- Thor Modéen – Pontus Boman
- John Botvid – John Blom
- Gösta Kjellertz – Lars Bergman, lantbrukare
- Maj-Britt Rönningberg – Marianne Sellberg
- Einar Axelsson – Gunnar, direktör
- Evert Granholm – advokat Berghammar
- Lasse Krantz – Bonné, ägare till restaurang Ratz
- Gustaf Lövås – Lundberg, Berghammars medhjälpare
- Carl Hagman – vaktkonstapel
- Willy Peters – Lennart, falskspelare i häktet
- Arne Lindblad – Papp, radioförsäljare
- Astrid Bodin – polissyster
- Emmy Albiin – Lars mor
- Ernst Brunman – poliskommissarie
- Hugo Tranberg – en fattig och hungrig man i restaurangköket
- Harry Essing – Lundbergs kollega
- Einar Hylander – Borg, hovmästare på restaurang Blå Druvan
- Helge Mauritz – poliskonstapel

## Kritik och reaktioner
Filmen fick blandande recensioner. Svenska Dagbladets kritiker omtalade den som "ganska lyckosam" och beskrev filmen som "en slags rustik farsoperett som rullar ganska lätt och elegant över duken och vars handling inte tyngs av någon sannolikhet eller djupsinne." Dagens Nyheters recensent tyckte att "[filmen] är kort sagt tråkig. För den som kiknar av skratt bara Botvid sätter på sig en kockmössa och småmyser är den måhända bitvis njutbar."

## Musik i filmen
- Man vet vad man har, kompositör Seymour Österwall, text Karl-Ewert, sång Gösta Kjellertz
- Nu är det jul igen, sång Maj-Britt Rönningberg, Einar Axelsson, Thor Modéen och John Botvid
- Min kärlek till dej, kompositör Gösta Wallenius, text Karl-Ewert, sång Gösta Kjellertz

## DVD
Filmen gavs ut på DVD 2004 och 2014.